# 이승건 (연출가)
이승건은 한국방송공사의 프로듀서(PD)이다.

## 방송 활동
- KBS2 《개그콘서트》
- KBS2 《위기탈출 넘버원》
- KBS2 《불후의 명곡: 전설을 노래하다》
- KBS2 《인간의 조건》

## 같이 보기
- 박성광
- 개그콘서트